# Prêmio Nessim-Habif
O Prêmio Nessim-Habif (em francês:  Prix Nessim-Habif) é um dos prêmios anuais concedidos pela Société des ingénieurs Arts et Métiers alternadamente a:
- um engenheiro que, através de sua intervenção, contribuiu significativamente para o progresso da indústria (preço mundial);
- um engenheiro que, através do seu espírito inventivo, contribuiu para aumentar significativamente o prestígio da École Nationale Supérieure d'Arts et Métiers.

Desde sua criação em 1962, este prêmio foi concedido a mais de 35 personalidades do mundo da ciência e da indústria.

## Nessim Habif
Nessim Habif foi um gadzarts (aluno da École Nationale Supérieure d'Arts et Métiers) nascido na Turquia.

## Recipientes
- 1962: Robert Oppenheimer
- 1963: Jean Fieux
- 1964: Henri de France
- 1965: Pierre Angenieux
- 1966: Frank Whittle
- 1967: Louis Béchereau
- 1968: P. Blokland e Ph. Diderich
- 1969: Jean Dutheil
- 1970: Alfred Champagnat
- 1971: Nicolas Esquillan
- 1972: Pierre Bézier
- 1973: Henri Verneuil
- 1974: Henri Delauze
- 1975: Louis Moyroud
- 1976: Marius Lavet
- 1977: Robert Dautray
- 1978: Jean Cavallier
- 1979: Alcide Kacou
- 1980: Georges Henriot
- 1981: Marcel Sédille
- 1982: Séverin Casacci
- 1984: Jean-Pierre Boespflug
- 1986: Raymond Garde
- 1987: Christian Cabrol
- 1988: Fernand Picard
- 1989: Pierre Chaffiotte
- 1990: Bruno Guimbal
- 1995: Bernard Maitenaz
- 1996: Georges Gutman
- 1997: Éric Benhamou
- 1998: Aimé Jardon
- 1999: Fernand Carayon
- 2000: Robert Gabillard
- 2001: René Marcel David
- 2002: Jacques Verdu
- 2003: Jean-François Dehecq
- 2004: Jean Pinet
- 2005: François Lavaste
- 2006: Jean-Lou Chameau
- 2007: Paul Chassagne
- 2008: Henri Marchetta
- 2009: Jean-Jacques Graffin
- 2011: Bertrand Piccard e André Borschberg
- 2012: Daniel Guillermin
- 2013: Wafa Skalli
- 2015: Alain Charmeau[2]
- 2017: Pierre Alesi
- 2018: Yves Malier